# Lâm Thành
Lâm Thành (giản thể: 临城县; phồn thể: 臨城縣; bính âm: Línchéng Xiàn) là một huyện của địa cấp thị Hình Đài, tỉnh Hà Bắc, Trung Quốc. Huyện này có diện tích 797 km², dân số năm 2020 là 199.793 người.

## Các đơn vị hành chính
Huyện Lâm Thành quản lý 8 đơn vị hành chính gồm 5 trấn và 3 hương.

### Trấn
- Lâm Thành (临城镇)
- Đông Trấn (东镇镇)
- Tây Thụ (西竖镇)
- Hác Trang (郝庄镇)
- Hắc Thành (黑城镇)

### Hương
- Áp Cáp Doanh (鸭鸽营乡)
- Thạch Thành (石城乡)
- Triệu Trang (赵庄乡)